# Tata Bojs
Tata Bojs je česká alternativní hudební skupina, která vznikla v roce 1988. Zakládajícími členy jsou Milan Cais a Mardoša, ve stálé sestavě jsou i Vladimír Bár, Dušan Neuwerth a Matěj Belko. Jejich Nanoalbum získalo v roce 2004 čtyři Zlaté anděly.

## Historie

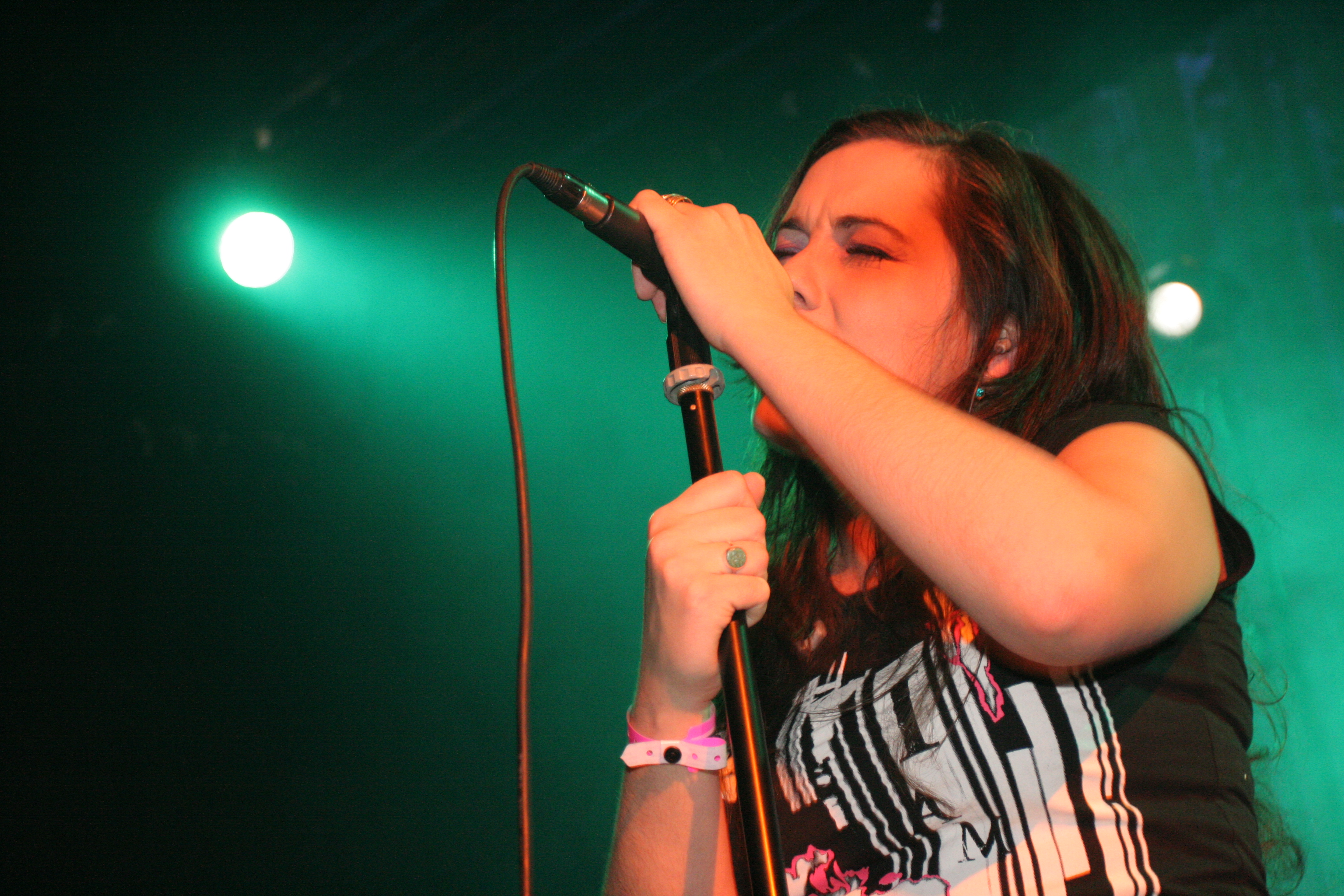
Klára Nemravová

#### Začátky
Nápad založit kapelu dostali dva spolužáci, Milan Cais alias Bublajs nebo p3D-01 (bicí) a Marek Huňát neboli Mardoša (baskytara), kteří se znali již od září 1979 z pražské mateřské školy. Více se pak skamarádili na škole základní na Hanspaulce, kde svůj nápad také zrealizovali. Do skupiny přijali ještě kytaristu Marka Padevěta, který kromě hry na kytaru zpíval a později hrál i na klarinet. Na klávesy hrál Richard Sova. Idea kapely vznikla dokonce už ve čtvrté třídě, ale kvůli absenci nástrojů a schopnosti na ně hrát si museli počkat a zatím si kapelu spíše jen vymýšlet. Důležitým impulsem byly Vánoce roku 1987, ke kterým Mardoša dostal svojí první opravdovou baskytaru značky Jolana, model Basso IV (do té doby se už učil na klasickou kytaru), Cais si časem pořídil bubny a začali zkoušet. První koncert skupiny Tata Bojs se pak odehrál na konci jejich osmé třídy, 29. června 1988 v tělocvičně TJ Spartak Dejvice, kde zahráli v rámci „festivalu“, který sami zorganizovali pomocí plakátů, kde inzerovali, že hledají diváky a kapely. Na tomto koncertu hráli v kapele i další spolužáci „Kaliméro“, Ríša a Ondřej Balík na další kytaru, ale poté kapela pokračovala opět pouze v tříčlenné sestavě Cais, Mardoša, Padevět. Den poté dostali svá poslední vysvědčení na základní škole. Spolužáci a příbuzní vystupujících byli zároveň většina diváků na této akci. Jedním z dalších vystupujících této události byla kapela OTK. Pár let trvalo, než se ustálil název Tata Bojs. Mezi předchozí názvy kapely patřily např. Střepy, Hanspaulský traktůrek, Chameleon, Deivistrop nebo Tapa Boys.
Tím začala kariéra skupiny v pražských i mimopražských hudebních klubech. Postupně se stali tito mladíci s písklavými hlásky atrakcí klubové scény[zdroj?] a často dělali předkapelu zkušeným hudebníkům. Publikum si oblíbilo zejména Mardošu, který v prodlevách bavil publikum svými originálními vtípky.[zdroj?] Své první album natočila skupina v letech 1990 a 1991, aniž by o tom věděla. Oldřich Šíma z vydavatelství Black Point si nahrál jejich dva koncerty, přišel za kapelou s nápadem vydat je jako album. Takto vznikla nahrávka Šagali šagáli, která vyšla na kazetě v roce 1991. V květnu pak všichni členové kapely úspěšně odmaturovali. V roce 1994 ve studiu Jámor zhudebnili čtyři říkanky Josefa Lady. Byla to poslední nahrávka, na které byl členem skupiny Padevět – v říjnu 1994 kapelu opustil. O rok později přistoupil do skupiny o čtyři roky mladší Marek Doubrava, který hraje na kytaru, klávesy a flétnu. S jeho příchodem stoupla hudební kvalita skupiny.[zdroj?] Vyšlo také do té doby nevydané Ladovo CD-EP, které bylo doplněno o několik starších písní (Ladovo album).
V roce 1996 skupina poprvé vystoupila na Trutnovském festivalu a na podzim téhož roku uspořádala v klubu Roxy velkou akci s názvem Tašou ’96. Na této akci spojili svou hudbu s divadlem a filmovými klipy, které natočili i s Davidem Vávrou či Klárou Issovou.
Na jaře roku 1997 vydala skupina 32minutový singl „Jaro lomeno Divnosti“. Následovalo první studiové album Ukončete nás vydané v Indies Records.
O rok později bylo vydáno album Nekonečná stanice, které obsahuje zčásti živé a zčásti akustické nahrávky písní kapely. Autorem hudby ke skladbě č. 10 („Si kles“) je Iggy Pop.
Mezi roky 1999 a 2007 působila ve skupině jako „neustálý host“ zpěvačka Klára Nemravová.
Poté se dočkali kontraktu s nahrávací společností Warner Brothers, u které vydali v roce 2000 přelomové album Futuretro, v němž použili postupů moderní taneční hudby. V albu se míchá mnoho hudebních žánrů. Do vydání alba byli Tata bojs celkem neznámá skupina, poté se dostali do širšího povědomí. Nasvědčuje tomu i to, že jejich vystoupení v rámci turné k tomuto albu byla většinou vyprodána.[zdroj?]
V lednu 2010 vyhlásil deník MF DNES anketu, ve které oslovil více než třicet hudebních odborníků a kritiků, aby sestavili žebříček deseti nejdůležitější desek uplynulého desetiletí, tedy let 2000–2009. Anketu suverénně vyhrálo album Futuretro.
V tom samém roce, tedy v roce 2000, ukončil působení v skupině Marek Doubrava. Místo něj přišel Maťo Mišík, taktéž hrající na kytaru. V roce 2001 vydali album Termixes. Po dvou letech působení kapelu opustil kytarista Maťo Mišík, kterého nahradil Vladimír Bár, jenž ve skupině působí do současnosti.
Na jaře roku 2002 vydali Tata bojs album Biorytmy, na CD s bonusy: videoklip Duševní, Mardošův deník z natáčení aj. Na podzim téhož roku natočili klip k písni „Attention Aux Hommes!. V písni jsou použity i úryvky ze známého francouzského filmu L'homme orchestre čili Piti, piti, pá. Tématem klipu je souboj mezi českým a francouzským týmem ve zvláštním druhu jakéhosi šíleného tance. Na Andělech získal klip Attention Aux Hommes! cenu Videoklip roku 2002. Zajímavostí je, že varianta názvu desky byla Fotosyntezátor.

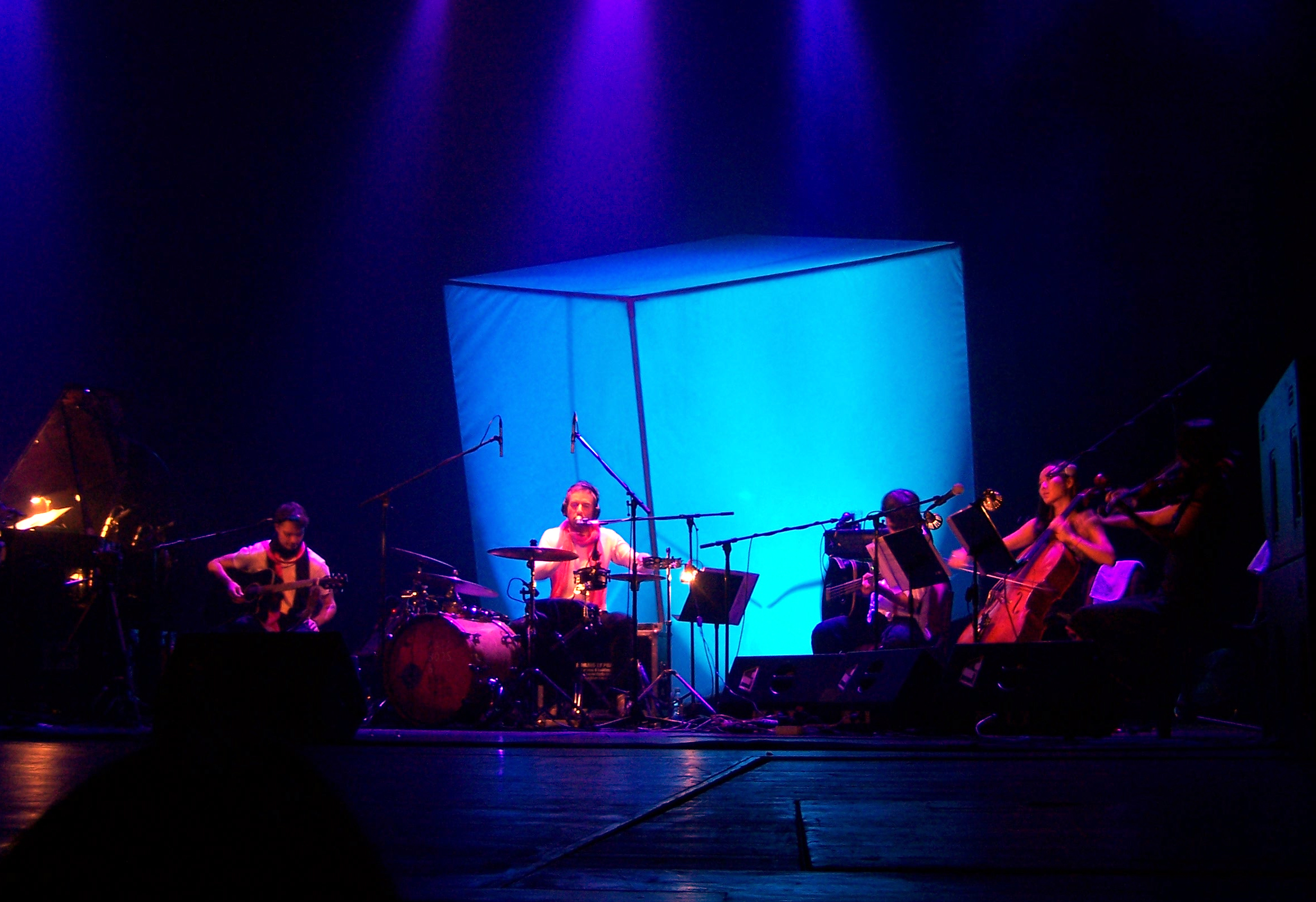
Turné Tata Bojs & Ahn Trio – Smetana reTour 09 začalo ve Východočeském divadle v Pardubicích

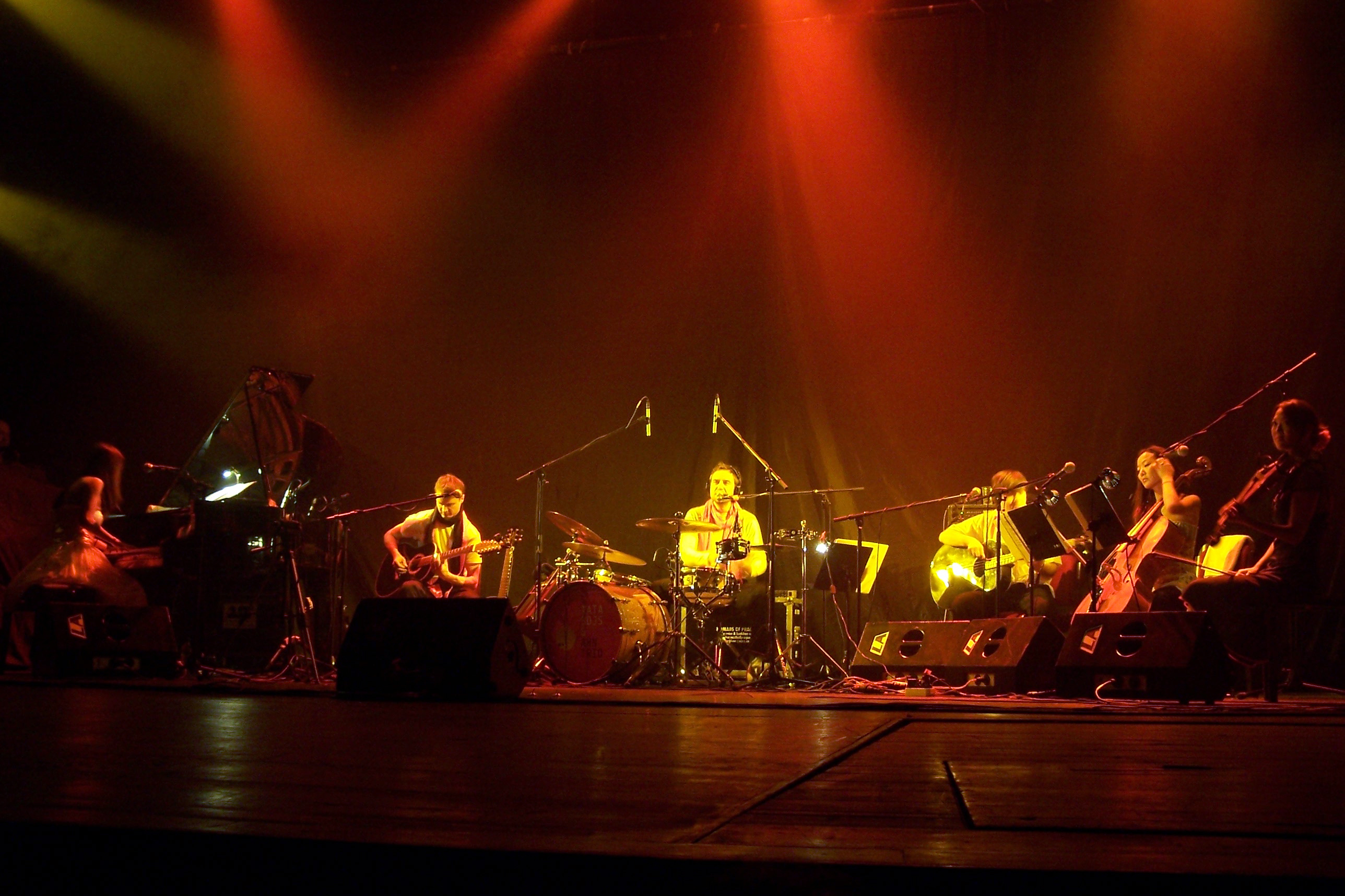
Smetana reTour 09

Ještě v roce 2002 vydali album Attention!. Od roku 2003 byl stálým členem producent, zvukař a autor některých skladeb Dušan Neuwerth, který se skupinou spolupracoval od roku 1999. V roce 2003 vyšlo album Šagalí léta 89–97, které obsahuje skladby z prvních dvou alb. Od roku 2004 se stal stálým hostem hráč na klávesové nástroje Jiří Hradil.
V roce 2004 vydali koncepční Nanoalbum. Celým albem se nese příběh podrobně zpracovaný v Mardošově knize Nanobook, která v soutěži Nejkrásnější české knihy roku 2004 získala v kategorii Krásná literatura 3. místo. Průvodcem alba je robotický pes Hal, který vysvětluje zákonitosti Nanosvěta a veškeré dění. Album bylo hned po vydání na čele albového žebříčku IFPI. Za album Tata bojs obdrželi v roce 2004 čtyři Anděly, a to: Skupina roku 2004, Album roku rock 2004, Nejlepší zvuková nahrávka roku 2004 a Videoklip roku 2004 (Virtuální duet).
V roce 2005 vydali DVD Nanotour, na kterém je záznam jejich vystoupení z T-Mobile Areny spolu s dalšími bonusy (např. všechny jejich videoklipy).
Na jaře roku 2007 Tata Bojs vydali album Kluci kde ste?. Skladba „Pěšáci získala Anděla v kategorii Skladba roku 2007 a cenu časopisu Filter (Hudební ceny Filter '07) v kategorii Domácí skladba roku 2007.
V roce 2008 realizovali společný projekt s korejským Ahn Triem (housle, violoncello a klavír) a vydali album Smetana se skladbami „Toreadorská otázka“, „Tanečnice“, „Attention Aux Hommes!“, „C.V.A.N.“, „Lasičky“, „Šťastnější“, „Náměsíčná“, „Skovka“, „Vesmírná“, „Elišce“, „Kudu Aditsuh“, „Jednotka času“, „Pěšáci“, „Jaro“.
Celkem dobře hodnocena byla i deska Ležatá osmička (2011). Recenze webu iReport konstatuje, že Tata Bojs mají líbivé, ale ne prvoplánově pitomé písničky a skvělé texty; počin obdržel šest bodů ze sedmi.
V roce 25. výročí působení kapely vyšla kompilace Hity a city. Na dvou discích je po 20 skladbách.
V roce 2014 vyšel singl Strana A s písničkami „S ní“ a „Antikvariát“.
V říjnu 2015 vydala skupina album A / B se třinácti skladbami (nominace na Anděla v kategorii Skupinu roku 2015). Jedním z pracovních názvů desky byla Devátá.
V roce 2017 vydala skupina album se záznamem koncertu se Symfonickým orchestrem Českého rozhlasu z 23. listopadu 2016 na pódiu pražského Fora Karlín s názvem Tata Bojs & SOČR Live.
Koncem roku 2020 vyšlo album Jedna nula, název je narážka na počet alb kapely, jelikož to je její desáté řadové album (jedna a nula je deset) a zároveň na jednotky digitalizace, které provází kapelu značnou část kariéry, ať už po vizuální stránce nebo v textech. Pracovní názvy alba byly např. Brnky brnky, prasata, který by narážel na nelichotivý e-mail od posluchače, nebo Zkreslený žabák na prázdných strunách, podle vzhledu a zvuku Mardošovy basy.
Půlka roku 2023 přinesla po 19 letech změnu ve složení. V kapele skončil Jiří Hradil z důvodu upřednostnění dalších projektů, kterých je součástí (Hrubá Hudba, Umakart atd.), nahradil ho Matěj Belko. V červenci 2024 měl na Mezinárodním filmovém festivalu v Karlových Varech světovou předpremiéru dokumentární film o kapele tata_bojs.doc režiséra Marka Najbrta a producenta Petra Kozy, který měl následně premiéru v kinech 5. září.

## Diskografie

### Alba
1. Šagali Šagáli (1991)
2. Ladovo album (1995)
3. Jaro lomeno Divnosti (1997)
4. Ukončete nás…! (1997)
5. Nekonečná stanice (1998)
6. Futuretro (2000)
7. Termixes (2001)
8. Biorytmy (2002)
9. Attention! (2002)
10. Šagalí léta 89-97 (2003; reedice prvních dvou alb)
11. Nanoalbum (2004)
12. Kluci kde ste? (2007)
13. Smetana (2008) – s Ahn Triem; best of ve formě akustických předělávek[12][13]
14. Ležatá osmička (2011)
15. Hity a city (2013)
16. A/B (2015)
17. Tata Bojs & SOČR Live (2017)
18. Jedna nula (2020)
19. EP25 (2025)

### DVD
- 2005 Nanotour (záznam vystoupení z T-mobile arény spolu s dalšími bonusy)

## Publikace
- 2004 Nanobook v grafické úpravě Joachima Dvořáka – 3. místo v soutěži „Nejkrásnější české knihy roku 2004“ v kategorii Krásná literatura (soutěž „Nejkrásnější české knihy roku“ pořádá každoročně Ministerstvo kultury ČR a Památník národního písemnictví).
- 2019 Tatalog Tata30js v grafické úpravě Marka Pistory ze Studia Najbrt. Vydáno k 30 letům existence Tata Bojs a výstavě Tata 30js konané od 29. 11. 2018 do 25. 3. 2019 v Centru současného umění DOX.